# بيرفكت ورلد (شركة)
بيرفكت ورلد (بالإنجليزية: Perfect World)‏ (بالصينية: 完美世界) ، هي شركة صينية أمريكية لتطوير ألعاب الفيديو والناشر للمنتجات الإلكترونية الترفيهية، أسست سنة 2004م ولها مقر رئيسي في العاصمة الصينية بكين وفرع لها في ولاية كاليفورنيا الأمريكية، كما تملك حصة لها في البورصة الأمريكية ناسدك.